# Hermocrates (generaal)
Hermocrates (Oudgrieks: Ἑρμοκράτης / Hermokrátēs) was tijdens de Siciliaanse Expeditie van Athene een generaal uit Syracuse.
De eerste historische referentie aan Hermocrates vinden we tijdens het congres van Gela in 424 v.Chr., waar hij een toespraak zou hebben gehouden om de Siciliaanse Grieken ervan te overtuigen op te houden met hun provocaties. In 415 v.Chr. trachtte hij een coalitie op de been te brengen tegen Athene, waar ook niet-Griekse steden zoals Carthago deel van konden uitmaken.
Hij werd verkozen tot een van Syracuse's drie strategoi, maar werd korte tijd nadien uit die functie ontheven omdat hij geen successen oogstte op het slagveld. Later werd hij een van de belangrijkste adviseurs van de Spartaanse generaal Gylippus, met wie hij zijn deel had in de overwinning van op Athene tijdens het beleg van Syracuse.
in 412 v.Chr. was hij admiraal tijdens de slag om Cyzicus. In deze slag werden de Spartanen en hun geallieerden zwaar verslagen door de Atheners. Als gevolg daarvan werd Hermocrates "in absentia" verbannen. Hij keerde pas terug in 408 v.Chr. en stierf in 407 v.Chr. tijdens een straatgevecht na een mislukte staatsgreep in Syracuse.
Behalve door Thucydides wordt Hermocrates ook genoemd door Xenophon, Plutarchus en Polyaenus. 
Hermocrates is een van de personages in Plato's late dialogen Timaeus en Critias.

## Referentie
- F. Kie, art. Hermokrates (1), in KP 2 (1979), coll. 1084-1085.